# Broken Arrow (Pixie Lott)
Broken Arrow è un brano musicale di Pixie Lott, primo estratto dalla riedizione del suo album di debutto, Turn It Up Louder. Scritto da Pixie Lott, Ruth-Anne Cunningham e Toby Gad, è in vendita su iTunes a partire dal 10 ottobre 2010. Un'esecuzione acustica del brano verrà divulgata dopo la pubblicazione del singolo, nei negozi e per il mercato digitale.
Il singolo è in rotazione radiofonica rispettivamente nelle stazioni BBC Radio 1 e BBC Radio 2.

## Video musicale
La regia del video musicale è firmata da Gregg Masuak, che ha descritto le riprese come «spirituali ma divertenti: un singolo giorno dedicato a diversi scorci che prevedevano cambiamenti di trucco o di costumi, una scena narrativa con Pixie Lott e due diversi ragazzi, alcune scene di danza e una carrellata di diverse ambientazioni.» Il video è stato svelato sull'account VEVO di Pixie Lott il 16 settembre 2010.
Le tipiche ambientazioni videografiche ricorrono frequentemente anche in questa clip. Pixie Lott simula il canto del brano rivolgendosi col viso alla telecamera, o distesa sul pavimento. Nel videoclip appare anche il modello Alex Watson, fratello dell'attrice Emma Watson.
È ora anche la colonna solora del film Beastly.

## Tracce
CD
1. Broken Arrow - 3:39
2. Broken Arrow (versione acustica) - 3:48

EP
1. Broken Arrow - 3:39
2. Broken Arrow (Paul Harris Vocal) - 6:37
3. Broken Arrow (Paul Harris Dub) - 6:24
4. Broken Arrow (versione acustica) - 3:48
5. Broken Arrow (Shapeshifters Remix) - 6:07

## Classifiche
| Classifica (2010) | Posizione massima |
| ----------------- | ----------------- |
| Irlanda           | 30                |
| Regno Unito       | 12                |